# 에이치엘사이언스
에이치엘사이언스(HL Science Co. Ltd.)는 대한민국의 건강기능식품 기업이다. 본사는 경기도 화성시 봉담읍 동산재길 36에 위치해 있으며 대표이사는 이해연이다. 식약처 개별인정원료 CDMO(위탁개발생산) 사업도 준비중이다

## 제품
우슬 복합물, 시서스, 밀크씨슬

## 역사
2000년 11월에 (주)건강사랑으로 설립되었다. 2016년 7월에 현재 사명으로 변경하였다.

## 상장
2016년 10월 28일에 공모가 27,000원에 코스닥 시장에 상장하였다.

## 참고문헌
1. ↑  최지영, 한국IR협의회 기술분석보고서-에이치엘사이언스, 2019. 11. 28
2. ↑  에이치엘사이언스,국내 최초 식약처 개별인정원료 CDMO 사업 진출, 팜뉴스, 2021.11.02
3. ↑  에이치엘사이언스, ‘우슬조인트100’ 미국 OTC 등록 완료, 씽크푸드, 2022.12.19
4. ↑  에이치엘 사이언스 上…"주가 급등 사유 없다", 라이센스뉴스, 2023.07.05